# Прапор Костопільського району
Пра́пор Косто́пільського райо́ну затверджений рішенням Костопільської районної ради.

## Опис прапора
Прапор району — прямокутне полотнище, розділене вертикально на дві частини у співвідношенні 1:3, права блакитна на якій в центрі розташований золотий хрест, ліва розділена на три трикутники. Центральний, що йде клином до центру від країв — зеленого кольору, верхній — червоний, нижній — чорний, всі розділені між собою золотою смугою (1/0,06 сторони прапора) у формі літери К, що означає першу літеру у назві району.

## Значення символіки
Кольори прапора символізують: блакитний та золотий — часточку національного Прапора, зелений — поліські простори, червоний та чорний — Українську повстанську армію.